# Mehmet Akif Ersoy
Mehmet Âkif Ersoy (1873 - 27 de diciembre de 1936) fue un poeta turco. Escribió la letra del Himno Nacional Turco, İstiklâl Marşı (Marcha de la Independencia) – que fue adoptado en 1921. La letra fue en un principio escrita como poema en una colección de sus escrituras. Paradójicamente, una de sus obras más famosos, un libro llamado Safahat, no ha sido ampliamente leído o publicado hasta hace bien poco.
Según algunos estudiosos de su obra escribió un libro de comentarios sobre el Corán que más tarde quemó al descubrir que iba a ser publicado en turco por el nuevo gobierno secular para la educación laica en lugar del árabe original,.
Aunque albanés de nacimiento y profundamente religioso, se le considera como una figura nacionalista en Turquía próxima en ciertos aspectos (no en todos) al kemalismo de Atatürk, el fundador de la laica república de Turquía. De hecho su verdadera posición como intelectual se hallaba a medio camino entre las identidades turcas e islámica, algo parecido a Namik Kemal. Profundamente disgustado con la naturaleza fuertemente secular que la república adoptó poco después de que el sultanato fuese abolido en 1923, se marchó de Turquía en dirección El Cairo para dar clases de idioma turco, y regresó tan sólo antes de su muerte en 1936.
Sus restos se hallan en el Cementerio Edirnekapi en Estambul.

## Una muestra de su poesía

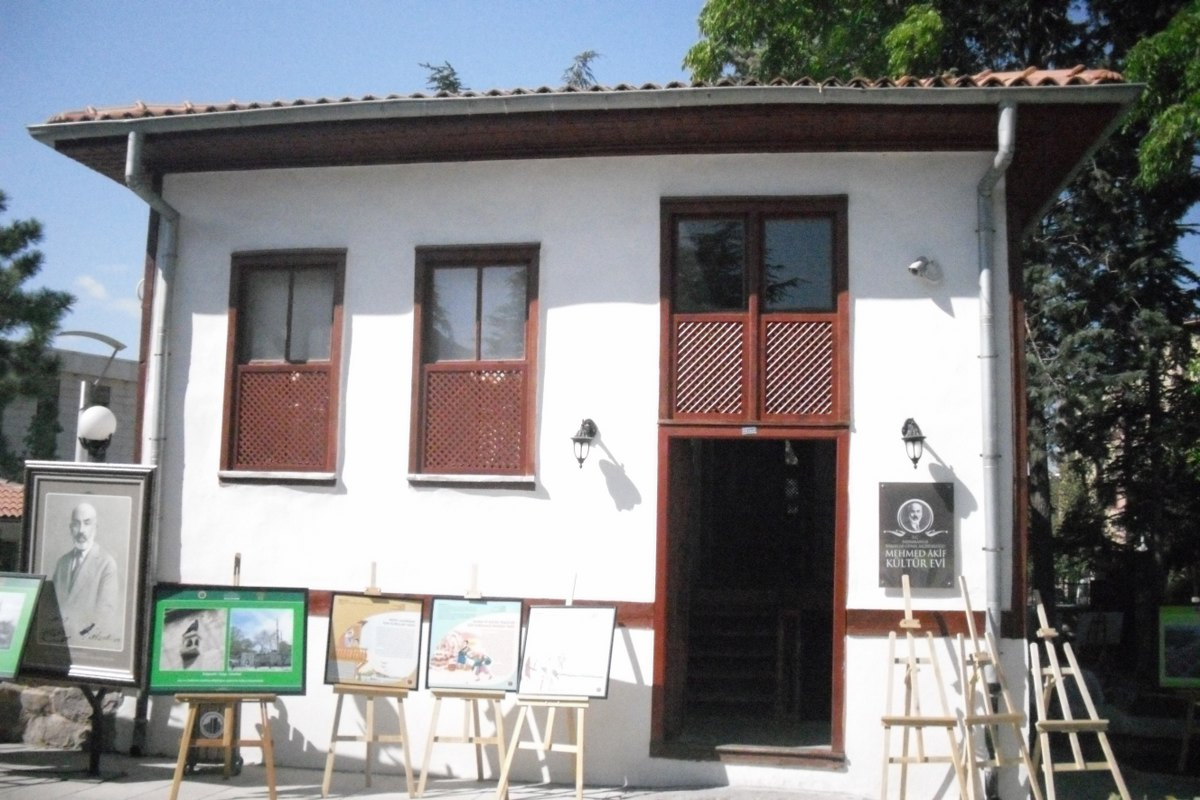
Mehmet Akif Ersoy

Çanakkale Şehitlerine (A los mártires de Çanakkale)
Şu Boğaz harbi nedir? Var mı ki dünyada eşi?

En kesif orduların yükleniyor dördü beşi,

Tepeden yol bularak geçmek için Marmara'ya

Kaç donanmayla sarılmış ufacık bir karaya.

Ne hayâsızca tehaşşüd ki ufuklar kapalı!

Nerde -gösterdiği vahşetle- "Bu bir Avrupalı!"

Dedirir: Yırtıcı, his yoksulu, sırtlan kümesi,

Varsa gelmiş, açılıp mahbesi, yâhud kafesi!

Eski Dünya, Yeni Dünya, bütün akvâm-ı beşer,

Kaynıyor kum gibi... Mahşer mi, hakikat mahşer.

Yedi iklimi cihânın duruyor karşısında,

Ostralya'yla beraber bakıyorsun: Kanada!

Çehreler başka, lisanlar, deriler rengârenk;

Sâde bir hâdise var ortada: Vahşetler denk.

Kimi Hindû, kimi yamyam, kimi bilmem ne belâ...

Hani, tâ'ûna da zuldür bu rezil istilâ!

Ah, o yirminci asır yok mu, o mahhlûk-i asil,

Ne kadar gözdesi mevcud ise, hakkıyle sefil,

Kustu Mehmetçiğin aylarca durup karşısına;

Döktü karnındaki esrârı hayâsızcasına.

Maske yırtılmasa hâlâ bize âfetti o yüz...

Medeniyyet denilen kahbe, hakikat, yüzsüz.

Sonra mel'undaki tahribe müvekkel esbâb,

Öyle müdhiş ki: Eder her biri bir mülkü harâb.

Öteden sâikalar parçalıyor âfâkı;

Beriden zelzeleler kaldırıyor a'mâkı;

Bomba şimşekleri beyninden inip her siperin;

Sönüyor göğsünün üstünde o arslan neferin.

Yerin altında cehennem gibi binlerce lâğam,

Atılan her lâğamın yaktığı yüzlerce adam.

Ölüm indirmede gökler, ölü püskürmede yer

O ne müdhiş tipidir: Savrulur enkâz-ı beşer...

Kafa, göz, gövde, bacak, kol, çene, parmak, el ayak,

Boşanır sırtlara, vâdilere, sağnak sağnak.

Saçıyor zırha bürünmüş de o nâmerd eller,

Yıldırım yaylımı tûfanlar, alevden seller.

Veriyor yangını, durmuş da açık sinelere,

Sürü halinde gezerken sayısız tayyâre.

Top tüfekten daha sık, gülle yağan mermiler...

Kahraman orduyu seyret ki bu tehdide güler!

Ne çelik tabyalar ister, ne siner hasmından;

Alınır kal'a mı göğsündeki kat kat iman?

Hangi kuvvet onu, hâşâ, edecek kahrına râm?

Çünkü te'sis-i İlâhî o metin istihkâm.

Sarılır, indirilir mevki'-i müstahkemler,

Beşerin azmini tevkif edemez sun'-i beşer;

Bu göğüslerse Hudâ'nın ebedî serhaddi;

"O benim sun'-i bedi'im, onu çiğnetme" dedi.

Âsım'ın nesli... diyordum ya... nesilmiş gerçek:

İşte çiğnetmedi nâmusunu, çiğnetmeyecek.

Şûhedâ gövdesi, bir baksana, dağlar, taşlar...

O, rükû olmasa, dünyâda eğilmez başlar...

Vurulmuş tertemiz alnından, uzanmış yatıyor,

Bir hilâl uğruna, yâ Rab, ne güneşler batıyor!

Ey, bu topraklar için toprağa düşmüş, asker!

Gökten ecdâd inerek öpse o pâk alnı değer.

Ne büyüksün ki kanın kurtarıyor Tevhid'i...

Bedr'in arslanları ancak, bu kadar şanlı idi.

Sana dar gelmeyecek makberi kimler kazsın?

"Gömelim gel seni tarihe" desem, sığmazsın.

Herc ü merc ettiğin edvâra da yetmez o kitâb...

Seni ancak ebediyyetler eder istiâb.

"Bu, taşındır" diyerek Kâ'be'yi diksem başına;

Ruhumun vahyini duysam da geçirsem taşına;

Sonra gök kubbeyi alsam da ridâ namıyle,

Kanayan lâhdine çeksem bütün ecrâmıyle;

Mor bulutlarla açık türbene çatsam da tavan,

Yedi kandilli Süreyyâ'yı uzatsam oradan;

Sen bu âvizenin altında, bürünmüş kanına;

Uzanırken, gece mehtâbı getirsem yanına,

Türbedârın gibi tâ fecre kadar bekletsem;

Gündüzün fecr ile âvizeni lebriz etsem;

Tüllenen mağribi, akşamları sarsam yarana...

Yine bir şey yapabildim diyemem hatırana.

Sen ki, son ehl-i salibin kırarak salvetini,

Şarkın en sevgili sultânı Salâhaddin'i,

Kılıç Arslan gibi iclâline ettin hayran...

Sen ki, İslâm'ı kuşatmış, boğuyorken hüsran,

O demir çenberi göğsünde kırıp parçaladın;

Sen ki, ruhunla beraber gezer ecrâmı adın;

Sen ki, a'sâra gömülsen taşacaksın... Heyhât!

Sana gelmez bu ufuklar, seni almaz bu cihât...

Ey şehid oğlu şehid, isteme benden makber,

Sana âguşunu açmış duruyor Peygamber.